# Berylmys
Berylmys és un gènere de rosegadors de la família dels múrids. Les quatre espècies d'aquest grup són oriündes del sud-est asiàtic. Tenen una llargada de cap a gropa de 14–30 cm i la cua aproximadament igual de llarga. Es tracta d'animals omnívors. El seu hàbitat natural són les selves tropicals. El seu nom específic, Berylmys, significa ‘ratolí de beril’ en llatí.